# Де Витте, Рональд
Рональд де Витте (нидерл. Ronald De Witte род. 21 октября 1946, Антверпен) — бельгийский профессиональный шоссейный велогонщик в 1968-1982 годах. Победитель этапов на Тур де Франс
(1974, 1975) и Джиро д’Италия (1976), однодневных велогонок: Гран-при Фурми, Схелдепрейс,  Гран-при Марселя Кинта,  Париж — Тур.

## Достижения
1965
2-й Чемпионат Бельгии — Групповая гонка (юниоры)
1969
1-й Гран-при Фурми
1-й Гран-при Люсьена ван Импе
1-й — Этап 2b (КГ) Тур Бельгии
2-й Чемпионат Фландрии
2-й Circuit de Wallonie
4-й Тур Лимбурга
9-й Париж — Тур
1970
3-й Гран-при Исберга
4-й Гран-при Пино Черами
6-й Гран-при Фурми
9-й Схелдепрейс
1971
1-й — Этап 6 Париж — Ницца
5-й Тур Люксембурга — Генеральная классификация
8-й Кубок Уго Агостони
1972
6-й Чемпионат Бельгии — Групповая гонка
7-й Схелдепрейс
9-й E3 Харелбеке
1973
5-й Эшборн — Франкфурт
7-й Амстел Голд Рейс
8-й E3 Харелбеке
10-й Тур Пикардии — Генеральная классификация
1974
1-й — Этап 5 Тур де Франс
2-й Дварс дор Фландерен
2-й Тур Бельгии — Генеральная классификация
3-й Нокере Курсе
7-й Брюссель — Ингойгем
9-й Четыре дня Дюнкерка — Генеральная классификация
10-й Тур Люксембурга — Генеральная классификация
1-й — Пролог (КГ)
10-й Вуэльта Андалусии — Генеральная классификация
1975
1-й — Этап 2 Тур де Франс
1-й Схелдепрейс
1-й Гран-при Марселя Кинта
2-й Ле-Самен
4-й Нокере Курсе
4-й E3 Харелбеке
5-й Схал Селс
8-й Эшборн — Франкфурт
10-й Гран-при Ефа Схеренса
1976
1-й Париж — Тур
1-й — Этап 2 Джиро ди Сардиния
1-й — Этап 13 Джиро д’Италия
2-й Вуэльта Каталонии — Генеральная классификация
1-й — Этап 3
3-й Джиро дель Аппеннино
8-й Чемпионат Цюриха
9-й Тур Романдии — Генеральная классификация
10-й Джиро дель Эмилия
1977
1-й — Этап 4 Тур Бельгии 
2-й Чемпионат Цюриха
3-й Букль де л’Он
3-й Критериум дез Ас
4-й Париж — Рубе
4-й Джиро ди Ломбардия
5-й Эшборн — Франкфурт
6-й Джиро д’Италия— Генеральная классификация
9-й Льеж — Бастонь — Льеж
9-й Флеш Валонь
1978
2-й Джиро ди Сардиния  — Генеральная классификация
3-й E3 Харелбеке
5-й Схал Селс
6-й Джиро д’Италия— Генеральная классификация
8-й Гент — Вевельгем
1979
1-й — Этап 5 Тур Романдии
5-й Схал Селс
10-й Чемпионат Фландрии
1980
10-й Ле-Самен
1981
2-й Вуэльта Андалусии — Генеральная классификация
4-й Дрёйвенкурс Оверейсе

## Статистика выступлений

### Гранд-туры
| Гранд-тур                 | 1969 | 1970 | 1971 | 1972 | 1973 | 1974 | 1975 | 1976 | 1977 | 1978 | 1979 | 1980 | 1981 | 1982 |
| ------------------------- | ---- | ---- | ---- | ---- | ---- | ---- | ---- | ---- | ---- | ---- | ---- | ---- | ---- | ---- |
| Джиро д’Италия            | —    | —    | —    | —    | —    | —    | —    | НФ   | 6    | 6    | 13   | —    | —    | —    |
| Тур де Франс              | НФ   | 43   | —    | 31   | 24   | 25   | 37   | 18   | —    | —    | —    | —    | 62   | 63   |
| (c 2010 ) Вуэльта Испании | —    | —    | —    | —    | —    | —    | —    | —    | —    | —    | —    | —    | —    | —    |

| —  | Не участвовал  |
| НФ | Не финишировал |